# Decision Day
Decision Day petnaesti je studijski album njemačkog thrash metal sastava Sodom. Album je objavljen 26. kolovoza 2016. godine, a objavila ga je diskografska kuća Steamhammer.
Ovo je zadnji album sastava na kojem sviraju gitarist Bernd "Bernemann" Kost i bubnjar Markus "Makka" Freiwald, koji su napustili sastav u siječnju 2018. godine.

## Popis pjesama
| 1.    | »In Retribution«     | 6:14 |
| 2.    | »Rolling Thunder«    | 4:22 |
| 3.    | »Decision Day«       | 4:03 |
| 4.    | »Caligula«           | 4:01 |
| 5.    | »Who Is God?«        | 4:35 |
| 6.    | »Strange Lost World« | 4:59 |
| 7.    | »Vaginal Born Evil«  | 5:15 |
| 8.    | »Belligerence«       | 4:00 |
| 9.    | »Blood Lions«        | 3:17 |
| 10.   | »Sacred Warpath«     | 5:34 |
| 11.   | »Refused to Die«     | 4:27 |
| 50:47 |                      |      |

## Zasluge
Sodom
- Tom Angelripper – vokali i bas-gitara
- Bernemann – glavna i ritam gitara
- Makka – bubnjevi, udaraljke

Ostalo osoblje
- Dennis Koehne – mastering
- Sebastian Steinfort – fotografija
- Jens Reinold – dizajn
- Cornelius Rambadt – produciranje, snimanje, miksanje
- Joe Petagno – omot albuma